# 大塚航二朗
大塚 航二朗（おおつか こうじろう、1989年5月19日 - ）は、日本の俳優。東京都出身。無名塾30期生、YagiRock所属。

## 略歴
日本人離れした顔立ちと、体育会系で培った生真面目さと身体能力で青年将校役から強面な検閲官、チンピラやインテリ社員など幅広い役を演じる。

## 人物
特技：サッカー。高校時代に全国高校サッカー選手権ベスト16となった。
資格：普通自動車免許（MT）

## 出演

### 映画
・2022　「スポットライトを当ててくれ！」(監督: 高明)
・2021　「祈り～幻に長崎を想う刻～」杉永役 （監督:松村克弥）
・2021　　全日本ろうあ連盟創立70周年記念映画「咲む」河井修役 （監督 :早瀬憲太郎）
・2019　　短編映画「同窓会」主演（監督:呉蒙）
・2019　「ある町の高い煙突」矢沢役（監督:松村克弥）
・2017　「恵庭事件 知られざる50 年目の真実」猪瀬役（監督:稲塚秀孝）

### ドラマ
・2024　東海テレビ「おいハンサム！！2」第1話
・2022　東海テレビ「おいハンサム！！」第6話・第7話
・2021　NHK「 ファミリーヒストリー～高見沢俊彦～」祖父役
・2019　NHK「 ファミリーヒストリー ~ 仲代達矢 ~」泥棒役
・2019　テレビ朝日「 相棒 season 17」第11話 ラッパー役
・2019　NHK「 ファミリーヒストリー ~堺正章~」検閲官役
・2019　NHK「 ファミリーヒストリー ~オノ・ヨーコ~」
・2015　BS テレ東 日経スペシャル「私の履歴書 ~ 仲代達矢~」仲代達矢役
・2014　テレビ東京「 アラサーちゃん 無修正」バー店員役
・2013　テレビ東京「 カメラマン亜愛一郎の迷宮推理」刑事補佐役

### CM
・2021　Makuake「ミズノ×マツダ ドライビングシューズ」PV
・2020　 JT「会員向けWEB 動画」
・2018　ニトリ「“THE LAND“ ,"Winter Holiday“」webCM,Youtube
・2013　ヤマサ「昆布つゆ」料理人役
・2013　GMOインターネット「スマサカ」乗客役
・2012　UNILEVER「AXE ボディソープ」

### モデル
・2015　「Mise Mono Go! Yeahhh!!!展」Jiro氏作品にて 
・2015　「s’Yte-Yohji Yamamoto」ウェブサイト 
・2015　「ANA 翼の王国『Microsoft Surface』」 
・2014　「ALEXANDER WANG×H&M」(photographed by LESLIE KEE) 

### 無名塾公演
・2019　「野鴨」
・2018　「かもめ」再演
・2017　「肝っ玉おっ母と子供たち」
・2017　「かもめ」
・2016　「赤い自転車」 
・2015　「おれたちは天使じゃない」

### 外部公演
・2024　劇団東演「妻の感覚」
・2021　劇団東演「マクベス」(演出: Ｖ・ベリャコーヴィッチ)マルコム役
・2021　朝劇「恋の遠心力」レギュラー
・2021　nu-ta第4回公演「杏仁豆腐のココロ」(作: 鄭義信 演出: 田中圭介)主演: 達郎役
・2021　ピュアーマリー公演「殺しのリハーサル」(演出: 鈴木孝宏) レオ・ギブス役
・2019　温泉ドラゴン「五稜郭残党伝」 (原作:佐々木譲 演出:シライケイタ)
・2019　「薔薇戦争 ~ヘンリー六世・リチャード三世~」（ 演出: 木村龍之介）ヨーク公ほか
・2015　「開放弦」（自主企画 監修: 茅野イサム）主演カクシンハン
・2013　ニコニコミュージカル「千本桜」（ 演出: 茅野イサム）
・2012　ネルケプランニング「マクロス ザ・ミュージカルチャー」（ 演出: 茅野イサム）